# Lucius Aemilius Paullus Macedonicus

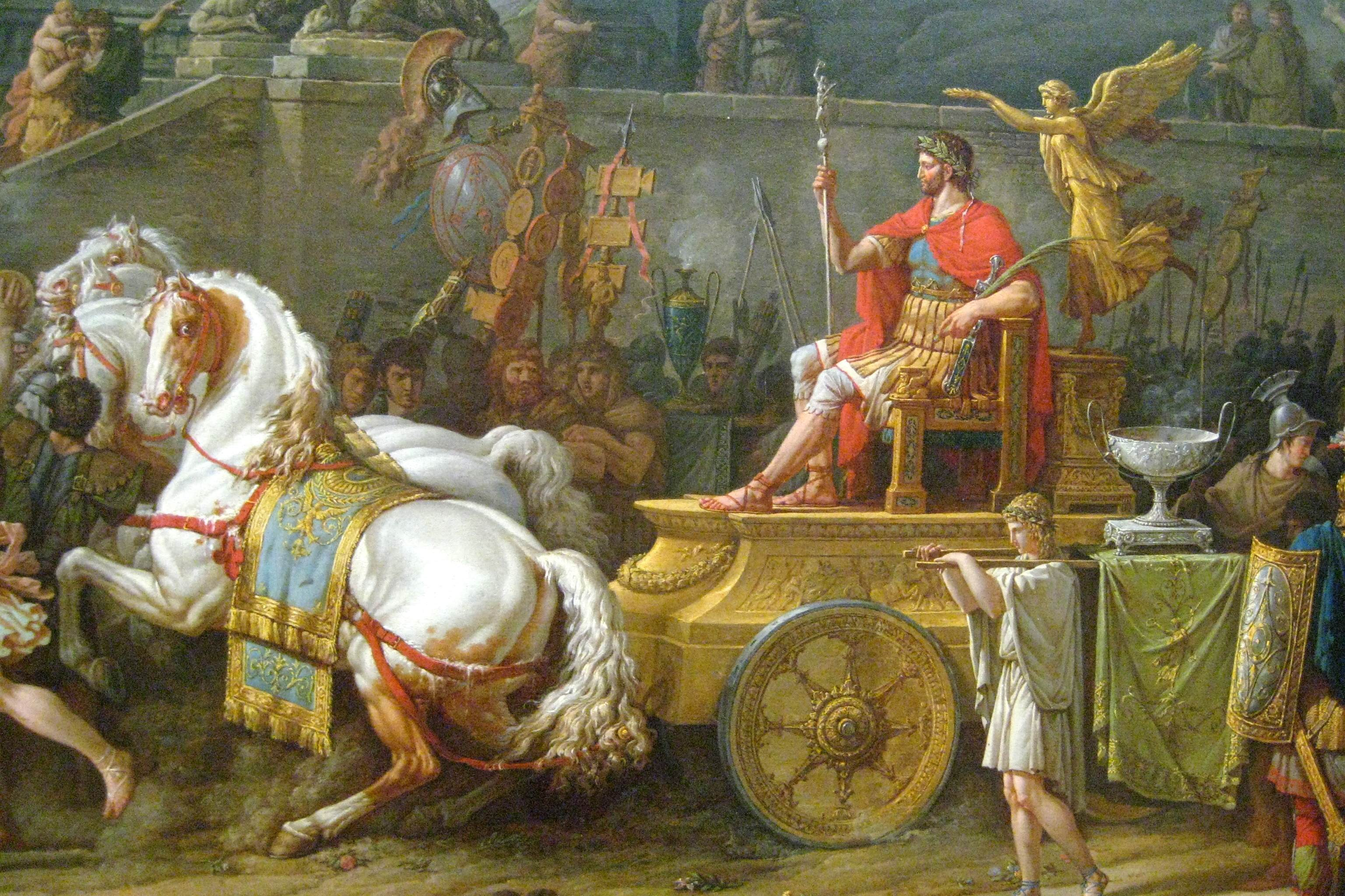
The Triumph of Aemilius Paulus (detaliu) de Carle Vernet, 1789.

Lucius Aemilius Paullus Macedonicus (n. cca. 229 î.Hr. - d. 160 î.Hr.) a fost un conducător militar și politician al Republicii Romane.